# Babylon's Fall
Babylon's Fall (バビロンズフォール?, Babironzu Fōru) è un action RPG del 2022 sviluppato da PlatinumGames e pubblicato da Square Enix per PlayStation 4, PlayStation 5 e Microsoft Windows.
Distribuito a marzo, nel settembre 2022 Square Enix ha annunciato la chiusura dei server per il 28 febbraio 2023.
Metacritic l'ha inserito al terzo posto dei peggiori giochi del 2022.